# Wilson Picler
Wilson Picler (Guaíra, 9 de Janeiro de 1964) é um empresário brasileiro do ramo educacional, ex-deputado federal , atualmente filiado ao Movimento Democrático Brasileiro.

## Vida pessoal e formação acadêmica
Filho de Gabriel José Picler e Margareth Pereira Picler, nasceu na cidade de Guaíra, no Paraná. Sua família mudou-se para Maringá quando ele tinha 2 anos, onde permaneceu e fez todo o ensino fundamental em escolas públicas. 
Em 1980, com 16 anos, mudou-se para Curitiba e passou a estudar no CEFET-PR, formando-se em 1985 no ensino médio profissionalizante, como técnico em eletrônica. Em 1987, iniciou o curso de Física na UFPR e se formou em 1992. No ano seguinte, conclui o curso de Pós-Graduação Lato Sensu em Metodologia da Ciência, na Unibem. Em 2018, tornou-se mestre em Engenharia Elétrica pela Unicamp, iniciou o doutorado em Engenharia Biomédica também pela Unicamp e recebeu o titulo de Doutor Honoris Causa em Educação pela Erich Fromm University. 

## Carreira profissional
Em 1996, fundou o Instituto Brasileiro de Pós-Graduação e Extensão (IBPEX), instituição dedicada a oferecer cursos pós-graduação. Mais tarde, em 2000, com a experiência em pós-graduação, criou a Faculdade Internacional de Curitiba, Facinter e em 2002 criou a Faculdade de Tecnologia Internacional. Em 2012, fundou o Centro Universitário Internacional (UNINTER), classificado pela Revista Valor Econômico, como uma das 20 maiores Instituições de Educação do Brasil. Atualmente, o Centro Universitário Internacional conta com 766 polos em cerca 700 cidades brasileiras e 9 polos nos Estados Unidos, 1 no Reino Unido, 2 no Japão, 2 em Portugal, 1 na Itália e 1 na Espanha, com mais de 500 mil alunos, para os quais oferece mais de 400 cursos de graduação, extensão, pós-graduação, especialização, mestrado e doutorado. E já formou mais de 620 mil estudantes.  

## Carreira política

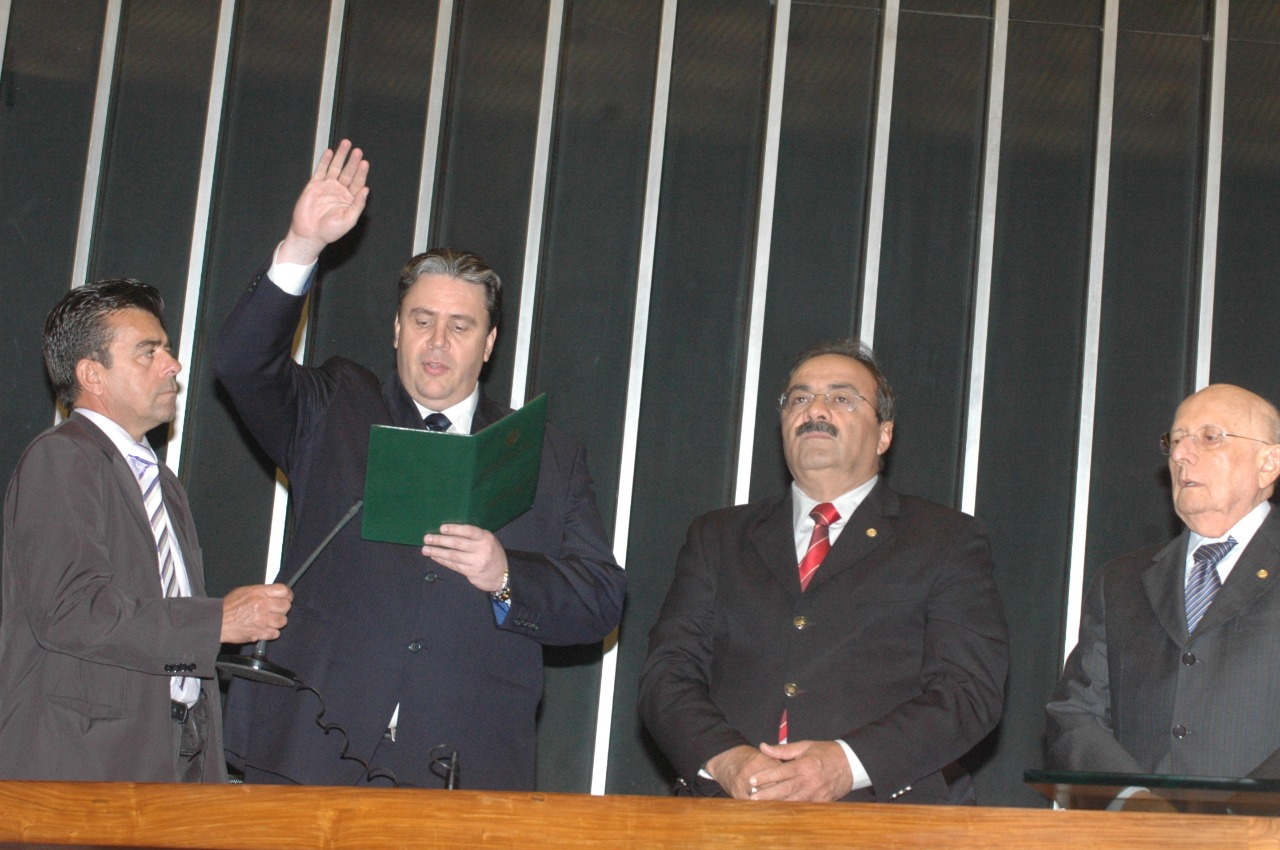
Wilson Picler tomando posse como deputado federal em 2009

Em 2006 disputou a eleição para deputado federal, conseguindo votos para ficar na primeira suplência do PDT. Após a eleição de Homero Barbosa Neto à prefeitura de Londrina, assumiu como deputado federal em 5 de janeiro de 2009.  
Atuou como membro titular da Comissão de Educação e Cultura da Câmara dos Deputados do Brasil. Também criou e presidiu a Frente Parlamentar em Defesa da Soberania Nacional. Nas eleições de 2010, fez 69.215 votos, mas não se reelegeu.
Em 2012, participa da coordenação da campanha de Gustavo Fruet à prefeitura de Curitiba. Em fevereiro de 2015, desfiliou-se do PDT para filiar-se no Partido Ecológico Nacional (PEN), tornando-se presidente do partido no estado do Paraná. Em 2023, filiou-se ao MDB.

## Prêmios e honrarias

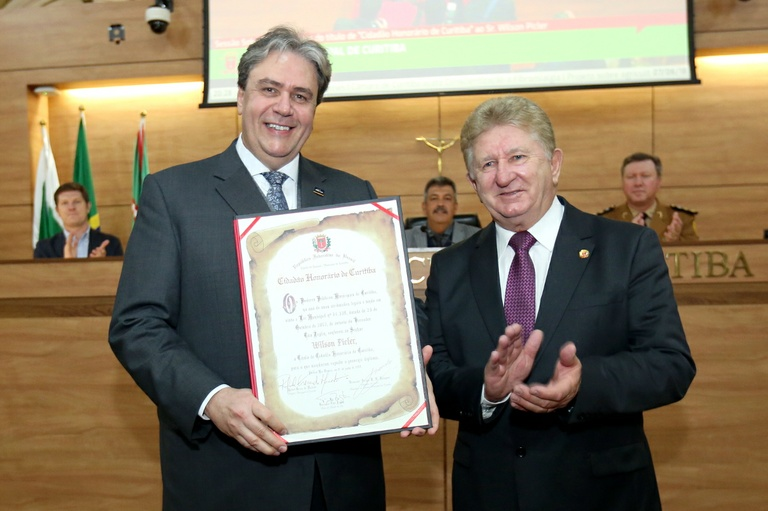
Wilson Picler recebendo o título de cidadão honorário de Curitiba.

Em 2008, recebeu o título de Doctor Honoris Causa en Calidad Educativa do Consejo Iberoamericano en Honor a Calidad Educativa.
Em 2011, recebeu a Medalha do Mérito Santos-Dumont por notáveis serviços prestados a Aeronáutica (Brasil).
Em 2013, recebeu o título cidadão honorário de Curitiba da Câmara Municipal de Curitiba. 
Em 2015, recebeu o título de cidadão honorário de Guaíra (Paraná) da Câmara Municipal de Guaíra. 

Em 2018, recebeu o título de Doctor Honoris Causa in Education da Erich Fromm World University - USA.

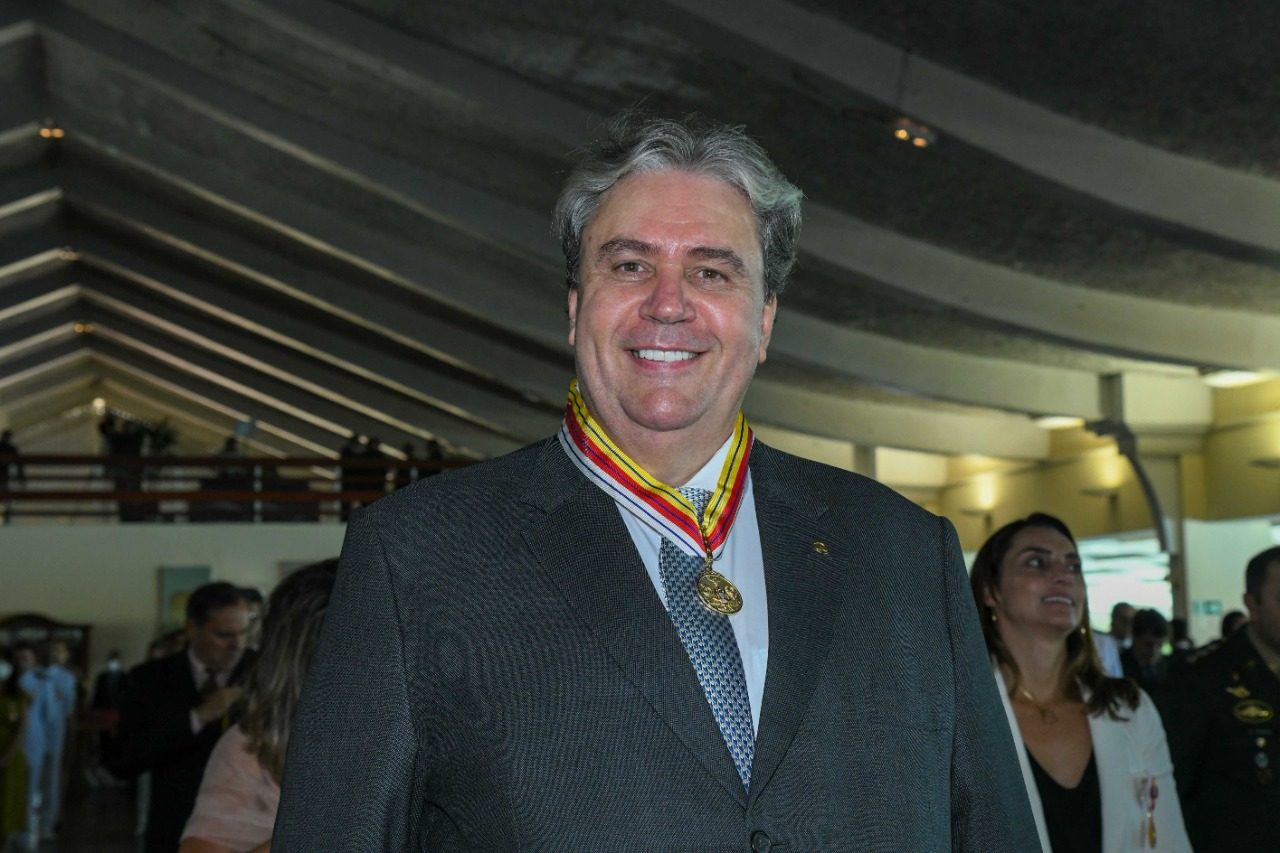
Wilson Picler durante cerimônia de entrega de comendas da Ordem do Mérito Judiciário Militar.

Em 2018, recebeu título de Cidadania ACP da Associação Comercial do Paraná, a mais importante honraria da instituição. 
Em 2021, recebeu o título de cidadão benemérito do Paraná da Assembleia Legislativa do Paraná e de cidadão honorário de Ponta Grossa da Câmara Municipal de Ponta Grossa.  
Em 2022, foi condecorado com a Ordem do Mérito Judiciário Militar pela dedicação e trabalho em prol da educação brasileira e também recebeu uma menção honrosa da Assembleia Legislativa do Paraná por conta do aniversário de 25 anos do Centro Universitário Internacional.  
Ainda em 2022, recebeu o Diploma de Menção Honrosa da Assembleia Legislativa do Paraná. 

Em 2023, recebeu uma homenagem alusiva aos 12 anos do Hospital Universitário de Ponta Grossa. Também foi homenageado pela Câmara Municipal de Curitiba com o Prêmio “Professor João Crisóstomo Arns”.